# Pokol na srednji šoli Columbine
Pokol na srednji šoli Columbine je streljanje, ki se je zgodilo 20. aprila 1999 na srednji šoli Columbine v Columbine, Koloradu, na območju Jefferson County v zvezni državi Kolorado. Poleg streljanja je bil izveden zapleten in zelo načrtovan napad, ki je vključeval požarno bombo z namenom preusmeritve gasilcev, cisterne propana, pretvorjene v bombe, ki sta jih napadalca skrila v jedilnici, ter 99 eksplozivnih naprav in bomb, nameščenih  v avtomobilih. Storilca, starejša dijaka Eric Harris in Dylan Klebold, sta umorila skupno 12 dijakov in enega učitelja.  Ranila sta še 21 drugih, pri čemer so se trije poškodovali, medtem ko so poskušali  pobegniti iz šole. Oba storilca sta nato storila samomor. 
Čeprav njuna motiva ostajata nejasna, so  osebni dnevniki storilcev pokazali, da sta želela s svojim dejanjem prekositi  bombni napad v Oklahomi kot tudi druge smrtonosne napade, ki so se zgodili v Združenih državah Amerike v 90-ih letih dvajsetega stoletja. Napad je bil, po besedah USA Today,  »samomorilski napad, ki je bil načrtovan kot velik, čeravno slabo izveden teroristični bombni napad.« Pokol je veljal za najbolj smrtonosno streljanje na srednji šoli v zgodovini ZDA. 
Pokol je sprožil razpravo o zakonih za nadzor orožja, razpoložljivosti strelnega orožja v ZDA in nasilja s strelnim orožjem, ki vključuje mlade. Veliko razprav se je osredotočilo tudi na naravo srednješolskih klik, subkultur in ustrahovanj ter na vplive nasilnih filmov in video iger v ameriški družbi. Streljanje je povzročilo večji poudarek na varnosti šolskega okolja in vzpodbudilo razpravo o moralni paniki, namenjeni goth kulturi, družbenih izobčencev, kulture orožja, uporabe farmacevtskih antidepresivov med najstniki, najstniške rabe interneta  in nasilja v video igrah.

## Vpliv na šolsko politiko

### Poročilo tajne službe o šolskih napadih
Študija ameriške tajne službe je razkrila, da so se šole osredotočale na zagotavljanje fizične varnosti,  medtem ko bi  bilo treba več pozornosti nameniti na tvegano vedenje tistih učencev, ki bi bili zmožni nasilja. Politika ničelne tolerance in detektorji kovin naj ne bi bili v pomoč, so ugotovili raziskovalci tajne službe. Raziskovalci so se osredotočili na vprašanja v zvezi z zanašanjem na SWAT ekipe, saj je večine napadov že konec  pred prihodom policije. Profiliranje študentov, ki kažejo opozorilne znake, hkrati pa se jim ne posvetijo do podrobnosti, izgon študentov za manjše kršitve so lahko dejanja ki povzročijo, da se  nekateri vrnejo  v šolo s pištolo. Raziskava je postavila dvom na detektorje kovin in policiste v šolah, saj morilci redko neposredno grozijo, ko pa pridejo na morilski pohod pa redko poskušajo skriti svoje orožje in namen. 
V maju 2002 je tajna služba objavila poročilo, ki je vključevalo 37 šolskih streljanj v ZDA. Imeli so naslednje ugotovitve:
- Incidenti namenskega nasilja na šoli so bili redko nenadna, impulzivna dejanja.
- Pred večino incidentov so drugi ljudje vedeli o ideji napadalca in / ali načrt za napad.
- Večina napadalcev ni grozila svojim tarčam neposredno pred napadom.
- Ni točnega ali koristnega profila študentov, ki napadejo šole
- Večina napadalcev se je pred incidentom vedla tako, da so drugim povzročili zaskrbljenost ali pa so kazali potrebo po pomoči.
- Večina napadalcev je imela težave pri soočanju z velikimi izgubami ali z osebnimi  napakami. Poleg tega so mnogi razmišljali o samomoru ali pa poskusili storiti samomor.
- Številni napadalci so se počutili pred napadom ustrahovane, preganjane s strani drugih.
- Večina napadalcev je imela dostop do orožja ter so orožje pred napadom že uporabljali.
- V mnogih primerih so tudi nekateri drugi študenti bili delno vključeni v napade.
- Kljub hitrim reakcijam pristojnih organov pregona, je bila večina incidentov streljanja že ustavljenih z drugimi sredstvi.

### Varovanje na šoli
Po pokolu na srednji šoli Columbine so šole po vsej ZDA sprožila nove varnostne ukrepe, ki se odražajo v uporabi prosojnih nahrbtnikov, detektorjev kovin, šolskih uniform in varnostnikov. Nekatere šole izvajajo številčenje šolskih vrat za pomoč k  izboljšanju  odzivnosti organov pregona. Številne šole po vsej državi so zahtevale od študentov, da nosijo računalniško ustvarjene identifikacijske številke. Medtem so policijske službe ponovno ocenile svojo taktiko, saj je bilo veliko kritike izrečene na račun počasnemu napredovanju SWAT  enot med samim napadom in se zdaj usposabljajo za situacije, podobne temu dogodku.

### Politika preprečevanja ustrahovanja
V odgovor na izražene pomisleke glede vzrokov za pokol na srednji šoli Columbine  in na drugih šolskih streljanjih, so nekatere šole obnovile že obstoječe politike proti ustrahovanju. Poleg tega so šole uvedle nične tolerance do posedovanja orožja in do grozečega obnašanja študentov. Kljub temu incidentu, več strokovnjakov družboslovnih ved menijo, da je  sprejetje ničelne tolerance v šolah bilo izvedeno prehudo, z neželenimi posledicami, kar pa ustvarja druge težave.